# Hanna Pohoska

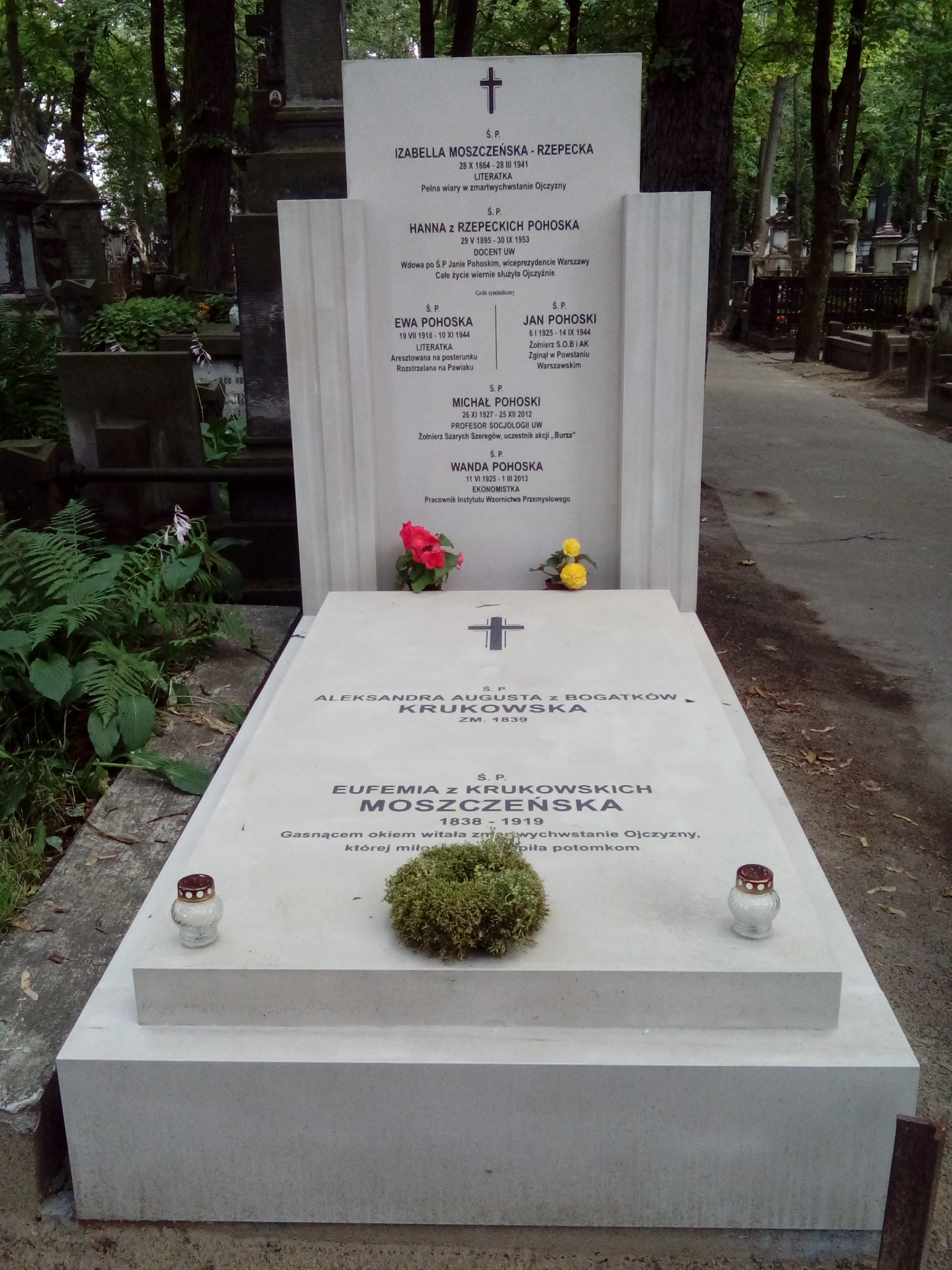
Grób Hanny Pohoskiej na cmentarzu Powązkowskim

Hanna Pohoska właśc. Anna Ewa z Rzepeckich Pohoska (ur. 29 maja 1895 w Poznaniu, zm. 30 września 1953) – polska specjalistka w zakresie historii oświaty i pedagogiki, działaczka polityczna, zastępczyni senatora z Miasta Stołecznego Warszawy wybrana w 1935.

## Życiorys
Była córką Kazimierza, dziennikarza i Izy Moszczeńskiej-Rzepeckiej, działaczki społecznej i oświatowej, siostrzenicą Karola, wnuczką Ludwika Władysława i prawnuczką Kajetana Władysława. Jej bratem był Jan Rzepecki. W 1917 poślubiła Jana Pohoskiego (architekta, wiceprezydenta Warszawy w latach 1934–1939). Z tego związku urodziło się dwoje dzieci: córka Ewa i syn Jan.
Uczyła się na pensji Jadwigi Kowalczykówny i Jadwigi Jawurkówny w Warszawie. Współorganizowała koło młodzieży postępowo-niepodległościowej. Działała w sekcji żeńskiej Związku Strzeleckiego.
Od 1913 studiowała historię na Uniwersytecie Jagiellońskim. Pracowała w Uniwersytecie Ludowym im. Adama Mickiewicza. Po wybuchu I wojny światowej pracowała w strukturach Polskiej Organizacji Narodowej, a potem w Biurze Prasowym Naczelnego Komitetu Narodowego. Prowadziła tam administrację czasopisma „Wiadomości Polskie”. W roku akademickim 1916/1917 wznowiła studia historyczne na Uniwersytecie Warszawskim. Od 1916/1917 prowadziła kancelarię Józefa Piłsudskiego. Pracowała jako urzędniczka w Biurze Komisji Wojskowej Tymczasowej Rady Stanu. Od roku 1917 była nauczycielką historii w warszawskich gimnazjach. Pod pseudonimem Ewa Białynia wydała kilka broszur o historii Polski.
W 1923 obroniła na UW doktorat napisany pod kierunkiem Marcelego Handelsmana, dotyczący oświaty ludowej w okresie prac Komisji Edukacji Narodowej. Łączyła pracę nauczycielki w warszawskich szkołach średnich i wykładowczyni na UW. Habilitowała się w 1934 na UW. Pracowała jako instruktorka w Ministerstwie Wyznań Religijnych i Oświecenia Publicznego. Publikowała prace w zakresie dydaktyki historii, uczestniczyła w pracach ministerialnych jako ekspertka. Poświęciła wiele uwagi tzw. wychowaniu państwowemu wdrażanemu w szkołach po przewrocie majowym. Od 1928 należała do Związku Pracy Obywatelskiej Kobiet. W latach 1936–1939 była przewodniczącą zarządu głównego.
W okresie okupacji zaangażowała się w tajne nauczanie, pracowała też w Biurze Informacji i Propagandy ZWZ/AK. Prowadziła kancelarię Komendy Głównej. W czasie wojny straciła męża (rozstrzelany w Palmirach w 1940) oraz oboje dzieci (córkę rozstrzelano w lutym 1944, syn poległ w powstaniu warszawskim). Po wojnie była docentką na UW (1946–1953).
Spisała wspomnienia z okresu pracy niepodległościowej. W 2019 zostały wydane przez Muzeum Historii Polski w tomie Kobiety niepodległości. Wspomnienia z lat 1910–1918.
W 1951 jej praca Legjony i wojska polskie w wojnach napoleońskich: 1797–1814 wydana pod pseudonimem Ewa Białynia została wycofana z polskich bibliotek oraz objęta cenzurą.
Została pochowana na cmentarzu Powązkowskim (kwatera 17-6-30). 

## Ordery i odznaczenia
- Krzyż Niepodległości (22 grudnia 1931)[5]
- Krzyż Kawalerski Orderu Odrodzenia Polski (9 listopada 1932)[6]
- Srebrny Wawrzyn Akademicki (5 listopada 1935)[7]
- Odznaka pamiątkowa Polskiej Organizacji Wojskowej